# Los Manantiales, Agua Dulce
Los Manantiales är en ort i Mexiko.   Den ligger i kommunen Agua Dulce och delstaten Veracruz, i den sydöstra delen av landet, 600 km öster om huvudstaden Mexico City. Los Manantiales ligger 14 meter över havet och antalet invånare är 651.
Terrängen runt Los Manantiales är platt, och sluttar österut. Runt Los Manantiales är det ganska glesbefolkat, med 45 invånare per kvadratkilometer. Närmaste större samhälle är Las Choapas, 17,2 km söder om Los Manantiales. I omgivningarna runt Los Manantiales växer i huvudsak städsegrön lövskog.